# Essex County (Vermont)
Essex County is een van de 14 county's in de Amerikaanse staat Vermont.
De county heeft een landoppervlakte van 1.723 km² en telt 6.459 inwoners (volkstelling 2000). De hoofdplaats is Guildhall. Samen met Caldeonia County en Orleans County vormt deze county het zogenaamde Northeast Kingdom. Het bestaat voor ongeveer 80% uit bos.

## Bevolkingsontwikkeling
Addison · Bennington · Caledonia · Chittenden · Essex · Franklin · Grand Isle · Lamoille · Orange · Orleans · Rutland · Washington · Windham · Windsor